# Belinda Wright
Pour les articles homonymes, voir Wright.
Belinda Wright (Cessnock, Nouvelle-Galles du Sud, 16 septembre 1980 - ) est une joueuse de softball australienne. Elle remporta en 2008 une médaille de bronze en softball aux Jeux olympiques de Pékin avec l'équipe australienne de softball.